# 辻内伸好
辻内 伸好（つじうち のぶたか） は、日本の機械工学者。同志社大学理工学部教授。元日本機械学会機械力学・計測制御部門長。自動車技術会フェロー。

## 人物・経歴
1980年神戸大学工学部卒業。1982年神戸大学大学院工学研究科修了。1994年神戸大学博士（工学）。同志社大学工学部助教授、同志社大学工学部教授を経て、2008年から同志社大学理工学部教授。2009年日本機械学会機械力学・計測制御部門第87期部門長。2015年日本機械学会医工学テクノロジー推進会議委員長。

## 受賞
- 日本機械学会関西支部賞（技術賞）2005年[1]
- 日本機械学会関西支部賞（論文賞）2005年[1]
- 自動車技術会フェロー2006年[1]
- 日本機械学会機械力学・計測制御部門パイオニア賞2007年[1]
- 日本機械学会フェロー2009年[1]
- 油空圧機器技術振興財団論文顕彰2011年[1]
- 日本機械学会関西支部賞（貢献賞）2012年[1]
- 日本機械学会機械力学・計測制御部門部門功績賞2014年[1]
- 日本機械学会関西支部賞（研究賞）2015年[1]
- 日本機械学会論文賞（論文）2015年[1]
- 農業食料工学会論文賞（研究論文）2016年[1]
- 油空圧機器技術振興財団論文顕彰2017年[1]
- 日本設計工学会論文賞2017年[1]
- 日本学術振興会特別研究員等審査に係わる表彰2019年[1]